# Manouchehr Khosrodad
Manouchehr Khosrodad (Amol, 10 febbraio 1927 – Teheran, 16 febbraio 1979) è stato un generale iraniano, creatore e primo comandante della 65ª Brigata delle Forze Speciali Aviotrasportate. Venne giustiziato dal neo-nato regime islamico.

## Biografia
Il maggior generale Khosrodad fu il primo capo delle Forze Speciali e al momento della morte era maggior generale dell'aviazione dell'Esercito Imperiale Iraniano. Studiò all'American Defense Academy e alla scuola militare francese, Saint Cyr, imparò l'inglese e il francese. Appassionato di equitazione, coltivava anche la passione per lo scii. Sosteneva l'indipendenza dell'Esercito dalla politica. "Siamo soldati e abbiamo nulla a che fare con la politica. Sono obbediente a chiunque governi la nazione".
Divorziato, visse con la figlia . Possedeva inoltre alcuni pastori tedeschi, uccisi dalle Guardie Rivoluzionarie dopo la rivoluzione islamica.
L'Ayatollah Khalkhali, primo giudice religioso post-rivoluzione e capo del tribunale rivoluzionario islamico, menziona il generale maggiore Khosrodad e altri 9:
"Ho cominciato a processare i detenuti subito dopo la mia nomina. Le prime persone che ho processato e punito per le loro azioni sono stati Nematollah Nasiri, capo della SAVAK, e Khosrodad, comandante dell'aeronautica; Naji, amministratore della legge marziale di Esfahan, e Rahimi, amministratore della legge marziale di Teheran e capo della polizia... All'epoca credevo, e continuo a credere, che tutti i parlamentari e i senatori, tutti i governatori, i capi della SAVAK e della polizia, che hanno ricoperto la carica dopo il 1963 e boicottato l'Imam, dovessero essere condannati a morte. Gli alti funzionari del ministero che hanno contribuito alla sopravvivenza dell'apparato [il regime dello Shah] e che, per avvicinarsi allo scià e alla sua famiglia, accetterebbero qualsiasi umiliazione sono tutti condannati .
Per riassumere, tutte le persone che ho condannato e che sono stati giustiziate nei primi giorni della creazione dei tribunali rivoluzionari e poi nella prigione di Qasr erano tutti corruttori sulla terra e, sulla base del Corano, il loro sangue era uno spreco."
Sulla base del comunicato ufficiale, l'imputato venne arrestato dalle "forze armate islamiche." Tuttavia, le informazioni disponibili suggeriscono che si consegnò volontariamente alle autorità.
Dopo poche ore di processo, fu eseguita la condanna a morte.
Khalkhali ha rilasciato ulteriori dichiarazioni sulla sentenza: "Queste quattro persone sono state giustiziate il 16 febbraio 1979, di notte alla scuola Refah [utilizzata come base dei rivoluzionari] e li ho condannati a morte. Tutte le persone che furono condannate a morte dai Tribunali Rivoluzionari furono i migliori esempi di 'corruttore sulla terra' e furono giustiziati come tali."